# ستيفي جاكسون
ستيفي جاكسون (بالإنجليزية: Stevie Jackson)‏ هو كاتب أغاني وموسيقي بريطاني، ولد في 16 يناير 1969 في غلاسكو في المملكة المتحدة.

## وصلات خارجية
- ستيفي جاكسون على موقع ميوزك برينز (الإنجليزية)
- ستيفي جاكسون على موقع أول ميوزيك (الإنجليزية)
- ستيفي جاكسون على موقع ديسكوغز (الإنجليزية)